# Greyacris profundesulcata
Greyacris profundesulcata är en insektsart som först beskrevs av George Clifford Carl 1916.  Greyacris profundesulcata ingår i släktet Greyacris och familjen Pyrgomorphidae. Inga underarter finns listade i Catalogue of Life.